# Sefophe
Sefophe è un villaggio del Botswana situato nel distretto Centrale, sottodistretto di Bobonong. Il villaggio, secondo il censimento del 2011, conta 6.062 abitanti.

## Località
Nel territorio del villaggio sono presenti le seguenti 36 località:
- Bonwanonyane di 14 abitanti,
- Didiba di 1 abitante,
- Dimonyana di 16 abitanti,
- Lebethu di 45 abitanti,
- Lefiswana,
- Lekopong di 12 abitanti,
- Lentswana di 29 abitanti,
- Leribeng,
- Maboleyaleya di 8 abitanti,
- Magakabeng di 5 abitanti,
- Makgwaphe di 47 abitanti,
- Makgwaphe Insemination camp di 10 abitanti,
- Mathathani di 23 abitanti,
- Mmaborumane di 8 abitanti,
- Mmadikgama di 21 abitanti,
- Mmankwe di 27 abitanti,
- Mmasetshweu di 3 abitanti,
- Mogaleng di 6 abitanti,
- Mokgalwane di 77 abitanti,
- Mokgatsha di 62 abitanti,
- Mokgoje di 31 abitanti,
- Monoe di 27 abitanti,
- Mosetela di 8 abitanti,
- Motopane di 7 abitanti,
- Mowana di 58 abitanti,
- Mphothe di 37 abitanti,
- Poso di 30 abitanti,
- Rrasuwe di 31 abitanti,
- Seoka (Masung) di 33 abitanti,
- Seoka (Mmamotshabi) di 19 abitanti,
- Seoka di 65 abitanti,
- Sepalamoriri di 25 abitanti,
- Tapa-la-Phala di 53 abitanti,
- Tsiteng di 11 abitanti,
- Tsokotsa di 11 abitanti,
- Verterinary Camp di 16 abitanti